# Asparuch Nikodimow
Asparuch Donew Nikodimow (bułg. Аспарух Донев Никодимов; ur. 21 kwietnia 1945 roku w Bogjowcim) – były bułgarski piłkarz, grający na pozycji obrońcy, trener piłkarski. Jest wychowankiem Septemwri Sofia, z którego w 1964 roku przeniósł się do CSKA Sofia. W barwach CSKA do 1975 roku rozegrał 296 meczów i strzelił 58 goli. W ciągu jedenastu lat spędzonych w klubie ze stolicy Bułgarii zdobył sześć tytułów mistrza kraju (1966, 1969, 1971, 1972, 1973 i 1975), pięć Pucharów Armii Sowieckiej (1965, 1969, 1972, 1973 i 1974), a w sezonie 1966–1967 dotarł do półfinału Pucharu Europejskich Mistrzów Krajowych. Karierę kończył w PFK Sliwen. Z reprezentacją Bułgarii brał udział w dwóch mundialach – w 1970 i 1974.
Po zakończeniu kariery piłkarskiej rozpoczął pracę szkoleniową. Trzykrotnie był trenerem CSKA Sofia. Pierwsza kadencja – w latach 1979–1983 – okraszona była trzema mistrzostwami kraju (1980, 1981 i 1982) oraz, w sezonie 1981–1982, awansem do półfinału Pucharu Europejskich Mistrzów Krajowych, czyli powtórzeniem wyniku z czasu, kiedy Nikodimow był piłkarzem. Do CSKA powrócił w 1991 roku, kiedy przejął pałeczkę od Dimityra Penewa, który został wybrany na stanowisko selekcjonera reprezentacji. W ciągu dwu sezonów Nikodimow powiększył kolekcję trofeów o mistrzostwo (1992) i Puchar Bułgarii (1993). Po raz trzeci pełnił obowiązki szkoleniowca CSKA od czerwca do grudnia 2001 roku.
Ponadto prowadził Dunaw Ruse, Metałurg Pernik, Wełbyżd Kiustendił, cypryjską Omonię Nikozja oraz – od stycznia 2003 do września 2004 – Beroe Starą Zagorę, z którą w sezonie 2003–2004 wywalczył awans do ekstraklasy.